# Fatou Jaw-Manneh
Pour les articles homonymes, voir Manneh.
 (avril 2021).
Fatou Jaw Manneh est une journaliste et activiste gambienne qui a reçu l'asile politique aux États-Unis en 1994.